# Tuna Altuna
Tuna Altuna (ur. 30 stycznia 1989 w Stambule) – turecki tenisista, reprezentant kraju w Pucharze Davisa.

## Kariera tenisowa
Altuna jest tenisistą, który startuje głównie w konkurencji gry podwójnej. Jest finalistą jednego turnieju w deblu o randze ATP World Tour.
Od lipca 2010 reprezentuje Turcję w Pucharze Davisa.
W rankingu gry pojedynczej Altuna najwyżej był na 651. miejscu (9 września 2013), a w klasyfikacji gry podwójnej na 169. pozycji (30 kwietnia 2018).

### Finały w turniejach ATP World Tour
| Legenda                                      |
| -------------------------------------------- |
| Wielki Szlem                                 |
| Igrzyska olimpijskie                         |
| Tennis Masters Cup / ATP Finals              |
| ATP Masters Series / ATP Tour Masters 1000   |
| ATP International Series Gold / ATP Tour 500 |
| ATP International Series / ATP Tour 250      |

#### Gra podwójna (0–1)
| Końcowy wynik | Nr | Data        | Turniej | Nawierzchnia | Partner          | Przeciwnicy              | Wynik finału |
| ------------- | -- | ----------- | ------- | ------------ | ---------------- | ------------------------ | ------------ |
| Finalista     | 1. | 7 maja 2017 | Stambuł | Ceglana      | Alessandro Motti | Roman Jebavý Jiří Veselý | 0:6, 0:6     |